# Jemma Pollard
Jemma Pollard (* 18. April 2005) ist eine australische Sprinterin, die sich auf den 400-Meter-Lauf spezialisiert hat.

## Sportliche Laufbahn
Erste internationale Erfahrungen sammelte Jemma Pollard im Jahr 2022, als sie bei den U18-Ozeanienmeisterschaften in Mackay in 54,52 s die Goldmedaille über 400 Meter gewann und auch mit der australischen 4-mal-400-Meter-Staffel in 3:45,10 min die Goldmedaille. 2024 schied sie bei den U20-Weltmeisterschaften in Lima mit 53,49 s im Halbfinale über 400 Meter aus und gewann mit der Staffel in 3:31,47 min die Silbermedaille. Im Jahr darauf gewann sie bei den Hallenweltmeisterschaften in Nanjing in 3:32,65 min gemeinsam mit Ellie Beer, Ella Connolly und Bella Pasquali die Bronzemedaille hinter den Teams aus den Vereinigten Staaten und Polen.

## Persönliche Bestleistungen
- 400 Meter: 52,31 s, 15. März 2025 in Sydney